# 柴洪峰
柴洪峰（1957年5月15日—），山西临汾人，中国金融信息工程管理专家，中国工程院院士。

## 生平
1981年毕业于石家庄陆军学校计算机专业。2000年毕业于西南财经大学国际金融专业，获硕士学位。2015年当选为中国工程院院士。